# Гюнтер де Бройн
Гюнтер де Бройн (на немски: Günter de Bruyn) е германски белетрист, сред значимите писатели на ГДР.

## Биография
Гюнтер де Бройн прекарва детството и ученическите си години в Берлин. От 1943 до 1945 г. участва във Втората световна война като помощник във Военновъздушните сили и войник в Чехословакия. След освобождаването му от американски плен и престой в лазарет поради нараняване на главата Бройн си намира работа като земеделски работник в Хесен.
След като се завръща в Берлин през 1946 г., Бройн получава в Потсдам образование като учител. До 1949 г. работи като учител в Гарлиц, Хафелланд. От 1949 до 1953 г. се обучава за библиотекар. След това до 1961 г. работи като научен сътрудник в Централния библиотекарски институт в Източен Берлин. През този период става доцент и публикува трудове по библиотекознание.
От 1961 г. Гюнтер де Бройн е писател на свободна практика. От 1965 до 1978 г. е член на Председателството на Съюза на писателите на ГДР, от 1974 до 1982 г. е член на Президиума на ПЕН клуба на Германската демократична република.
Пред Конгреса на писателите на ГДР в Берлин през 1981 г. Бройн е сред малкото, които изказват критика срещу политиката на ГДР. През 1987 г. Гюнтер де Бройн и Кристоф Хайн поемат инициативата за смекчаване на цензурата в литературата.
През октомври 1989 г. Гюнтер де Бройн отказва да приеме Националната награда на ГДР „поради закостенялост, нетолерантност и недиалогичност на правителството“.
След Обединението на Германия става член на общогерманския ПЕН клуб.

## Награди и отличия
- 1964: Награда Хайнрих Ман
- 1981: Награда Лион Фойхтвангер
- 1989: Национална награда на ГДР (отхвърлена)
- 1990: Награда Томас Ман на град Любек
- 1990: Награда Хайнрих Бьол на град Кьолн
- 1990: Mitglied der Deutschen Akademie für Sprache und Dichtung
- 1991: Ehrendoktorwürde der Albert-Ludwigs-Universität Freiburg
- 1993: Голямата литературна награда на Баварската академия за изящни изкуства
- 1994: Федерален орден за заслуги[3]
- 1996: Литературната награда на Фондация „Конрад Аденауер“
- 1996: Бранденбургска литературна награда (1994)
- 1997: Награда Жан Паул[4]
- 1999: Ehrendoktorwürde der Humboldt-Universität zu Berlin
- 1999: Награда Фонтане на град Нойрупин
- 2000: Награда Ернст Роберт Курциус за есеистика
- 2000: Награда Фридрих Шидел
- 2002: Национална награда на Германия
- 2002: Немска награда за книги
- 2005: Verdienstorden des Landes Brandenburg
- 2006: Jacob-Grimm-Preis Deutsche Sprache
- 2007: Gleim-Literaturpreis
- 2007: Hanns Martin Schleyer-Preis
- 2008: Награда Хофман фон Фалерслебен
- 2009: Max-Herrmann-Preis
- 2011: Награда Йохан Хайнрих Мерк за есеистика